# Castaways
Castaways là một khách sạn và sòng bạc trên đại lộ Las Vegas ở Paradise, Nevada. Nó bắt đầu từ những năm 1930, ban đầu chỉ là một nhà nghỉ nhỏ mang tên Mountain View. Nó trở thành San Souci vào năm 1939 và trải qua một số thay đổi về sở hữu trong những năm đầu của mình. Một phần mở rộng khách sạn đã được khai trương vào ngày 21 tháng 8 năm 1955, khi tài sản trở thành Khách sạn Sans Souci. Một sòng bạc, phòng trình diễn và nhà hàng cuối cùng cũng được mở cửa vào ngày 23 tháng 10 năm 1957. Những cơ sở này đóng cửa ít hơn một năm sau đó do vấn đề tài chính, mặc dù khách sạn vẫn tiếp tục hoạt động. Sau khi tái tổ chức sau phá sản, những cơ sở đã đóng cửa lại vào tháng 5 năm 1960. Tuy nhiên, tài sản này nhanh chóng đóng cửa do khó khăn tài chính tiếp tục.
Nhà đầu tư Ben Jaffe mua lại Sans Souci và mở lại với tên Castaways theo chủ đề Polynesia vào ngày 1 tháng 9 năm 1963. Một điểm đặc biệt mới là một bản sao đền Jain được gọi là Cửa vào May Mắn. Jaffe cũng thêm nhiều phòng khách sạn hơn. Ông phục vụ như một người chủ nhà cho phần sòng bạc, được vận hành bởi một nhóm riêng biệt. Sòng bạc đóng cửa lại vào tháng 12 năm 1964 và mở cửa lại một năm sau đó dưới sự điều hành của một nhóm vận hành mới. Sau một lần đóng cửa khác, nó mở cửa lại vào tháng 5 năm 1967 và Jaffe đã bán toàn bộ tài sản vào cuối năm đó cho Howard Hughes, đây là lần mua sòng bạc thứ ba của ông tại Las Vegas. Hughes sở hữu tài sản này thông qua công ty Hughes Tool Company, và sau đó là thông qua tập đoàn Summa Corporation của ông.
Vào năm 1986, chủ sòng bạc Steve Wynn mua lại Castaways cùng với mảnh đất bỏ hoang gần đó với kế hoạch xây dựng một khu nghỉ mớí trên mảnh đất này. Castaways đã đóng cửa vào ngày 20 tháng 7 năm 1987. Khu nghỉ mới của Wynn, The Mirage, được khai trương vào năm 1989. Tên Castaways sau này được sử dụng cho Showboat Hotel and Casino trên Boulder Highway, bắt đầu từ năm 2001.

## Lịch sử

### Những năm đầu
Tài sản này bắt đầu từ những năm 1930, lúc đó chỉ là một ngôi nhà nghỉ nhỏ được gọi là Mountain View auto court. Vào năm 1939, nó được bán cho W. R. Miller và Tiến sĩ Freeman H. Smith, họ đã đổi tên thành San Souci. Họ bán lại nó cho Burton Miller và vợ ông vào năm 1941. Năm 1946, khách sạn San Souci với 16 phòng được bán một lần nữa, cho luật sư Las Vegas là H. Cleveland Schultz.
Vào ngày 21 tháng 8 năm 1955, lễ khai trương của Khách sạn San Souci được đổi tên đã diễn ra sau khi đã tiến hành cải tạo bao gồm một tòa khách sạn hai tầng với 82 phòng và một hồ bơi có kích thước như ở Olympic. Phần sòng bạc mở cửa vào ngày 23 tháng 10 năm 1957. Hoạt động sòng bạc được điều hành bởi George E. Mitzell và Harold V. Hinds. Tài sản cũng có sự biểu diễn trực tiếp trong Phòng Jamaica mới với sức chứa 400 người. Vào cuối năm 1957, Mitzell đã thông báo kế hoạch thêm 100 phòng nữa, tuy nhiên, kế hoạch này không thực hiện được. Năm 1958, một công ty thịt đệm đã kiện Khách sạn San Souci với số tiền 21,500 đô la do không thanh toán. Nghệ sĩ saxophone Charlie Ventura cũng kiện khách sạn sau khi anh bị té ngã trên sân khấu của sòng bạc trong một buổi biểu diễn.

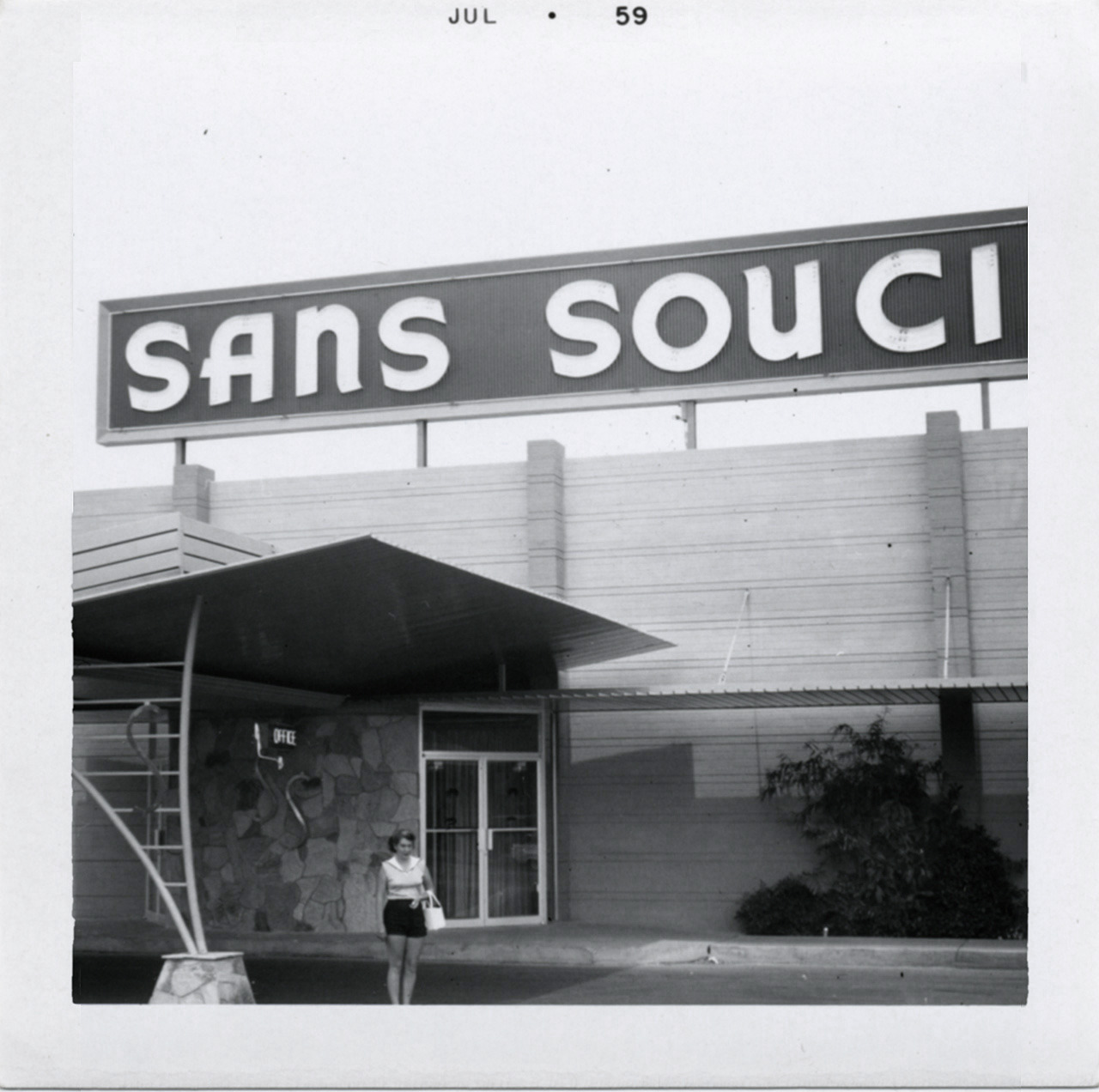
Lối vào Khách sạn San Souci, tháng 7 năm 1959

Vào tháng 7 năm 1958, hai người đàn ông ở Las Vegas là Jerry Kastner và Arthur Rozen đã đồng ý đầu tư tổng cộng 75,000 đô la để duy trì hoạt động. Tuy nhiên, cuối cùng Kastner chỉ mua cổ phần sòng bạc trị giá 31,000 đô la và sau đó ông cho biết ông rút lui khỏi thỏa thuận vì đã bị hiểu lầm. Vào tháng 8 năm 1958, phần sòng bạc và phòng biểu diễn đã đóng cửa và tài sản này đã khai mạc đơn xin phá sản. Vào thời điểm này, Cục Thuế Thu nhập Liên bang đã tịch thu tiền từ Sans Souci vì sòng bạc không đóng thuế cho hoạt động ca nhạc. Tuy nhiên, khách sạn không bị tác động. Sau đó, Sans Souci đã kiện Kastner đòi bồi thường tổn thất trị giá 400,000 đô la, tuyên bố rằng việc Kastner rút ra đã gây ra phá sản cho tài sản này. Tuy nhiên, tòa án sau cùng đã ra phán quyết ủng hộ Kastner.
Năm 1959, một thẩm phán liên bang đã phê duyệt kế hoạch tổ chức lại bao gồm việc cho thuê sòng bạc, phòng trình diễn, nhà hàng và quầy bar cho một nhóm mới trong vòng năm năm, với giá 8,500 đô la mỗi tháng. Phòng biểu diễn đã mở cửa lại vào tháng 5 năm 1960, và tiểu bang cấp phép cho sòng bạc để thêm các trò chơi bàn; trước đó, chỉ được cấp phép để vận hành máy đánh bạc. Vào tháng 8 năm 1960, Cục Thuế Thu nhập Nội bộ tịch thu 10 máy đánh bạc, được xem là hàng cấm sau khi sòng bạc không mua tem thuế.
Vào tháng 11 năm 1961, Khách sạn Sans Souci lại phải đối mặt với tình trạng phá sản sau khi bốn chủ nợ chính từ chối thỏa thuận về tài chính. Số nợ của tài sản này lên tới hơn 900,000 đô la. Cuối cùng, vào tháng 11 năm 1962, nơi này phải đóng cửa và được bán thông qua cuộc đấu giá phá sản với giá 749,600 đô la. Chủ sở hữu mới là Ben Jaffe, một nhà đầu tư tại Las Vegas và cũng là người sở hữu của Khách sạn Tropicana.

### Castaways
Ngay sau khi mua lại, Jaffe đã thông báo kế hoạch đổi tên tài sản thành "Castaways" với phong cách Polynesian và thêm nhiều phòng mới trong quá trình nâng cấp 82 phòng đang có. Trước đó, Jaffe đã xây dựng một khách sạn Castaways phổ biến tại Miami Beach, Florida. Công trình xây phòng mới đã bắt đầu vào năm 1963. Trong năm đó, Đài phát thanh KLAS đã chuyển trụ sở đến Castaways. Sau đó, KVEG đã thay thế vị trí này.
Khách sạn Castaways đã mở cửa trở lại vào ngày 1 tháng 9 năm 1963. Sòng bạc được vận hành bởi doanh nhân dầu mỏ từ Mississippi Ike P. LaRue và đối tác kinh doanh của ông, Everett Eugene McCarlie. LaRue là anh trai của Fred LaRue, người cũng đầu tư vào hoạt động sòng bạc. Jaffe đã đóng vai trò là chủ nhà cho nhóm này. Sòng bạc, nhà hàng và quầy bar đã đóng cửa một lần nữa vào ngày 3 tháng 12 năm 1964 do vấn đề tài chính. Khách sạn vẫn tiếp tục hoạt động, và nhà hàng sau đó được mở cửa lại. Vào tháng 6 năm 1965, một nhóm mới đề xuất đầu tư 100,000 đô la để mở lại sòng bạc và tiếp quản hoạt động từ nhóm LaRue. Đề nghị này đã được nhà nước chấp thuận, và sòng bạc và phòng trình diễn đã mở cửa lại vào tháng 10 năm 1965, trước khi đóng cửa một lần nữa sau ba tháng.
Vào tháng 5 năm 1967, sòng bạc mở cửa trở lại với Oliver Kahle là người điều hành. Chưa mấy lâu sau đó, vào tháng 9 năm 1967, Howard Hughes đã thỏa thuận mua lại Castaways, đây là lần thứ ba ông mua một sòng bạc tại Las Vegas. Hughes đã mua toàn bộ tài sản từ Jaffe và tiếp quản phần vốn hoạt động của Kahle. Thỏa thuận mua bán đã được Ủy ban Gaming Nevada chấp thuận vào tháng 10 năm 1967, với giá 3,3 triệu đô la. Lúc đó, sòng bạc có 10 bàn chơi và 152 máy đánh bạc. Sở hữu và hoạt động bởi Hughes Tool Company, Castaways sẽ là sòng bạc nhỏ nhất trong số sáu sòng bạc tại Las Vegas mà Hughes sau này sở hữu.
Vào năm 1969, sân khấu phòng biểu diễn lớn hơn đã được thêm vào tại Castaways. Vào tháng 10 năm 1971, các trò chơi bàn trong sòng bạc đã đóng cửa để thực hiện việc cải tạo sòng bạc với kinh phí 250.000 đô la. Tuy nhiên, các máy đánh bạc và phòng khách sạn vẫn tiếp tục hoạt động bình thường. Công việc cải tạo phần còn lại của sòng bạc diễn ra vào năm 1972. Trong năm đó, Summa Corporation đã được thành lập để quản lý các sòng bạc của Hughes. Một chương trình cải tạo và mở rộ trị giá 2,5 triệu đô la đã hoàn thành vào năm 1981.
Vào tháng 10 năm 1986, sòng bạc Castaways cùng mảnh đất trống gần đó đã được bán với giá 50 triệu đô la cho chủ sòng bạc Steve Wynn, người dự định xây dựng một khu nghỉ dưỡng mới trên khu đất này. Trong thời gian chờ đợi đó, Summa tiếp tục thuê khu đất Castaways và vận hành khách sạn-casino. Nhà phát triển bất động sản Donald Trump trước đây đã thảo luận về việc mua lại Castaways, nhưng sau đó ông Wynn đưa ra một đề nghị tốt hơn. Một lễ chia tay đã diễn ra tại sòng bạc vào ngày 19 tháng 7 năm 1987, trước khi sự đóng cửa của cơ sở vào ngày hôm sau. Nhiều người quan trọng, bao gồm cả ông Wynn, đã tham dự buổi lễ này. Nhiều món quà đã được tặng làm kỷ niệm, và giải thưởng lớn nhất là biển hiệu dài 90 feet, nặng 6 tấn, từ phía đông của sòng bạc.
Khi Castaways đóng cửa, nơi này có 228 phòng và 650 nhân viên. Dự định sẽ phá hủy Castaways để dành đất cho kế hoạch xây dựng khu nghỉ dưỡng mới của Wynn, và kế hoạch này đã trở thành hiện thực với sự ra mắt của The Mirage vào năm 1989. Mảnh đất Castaways trước đây đã trở thành phần bắc của The Mirage nằm trên Đại Lộ Las Vegas. Tên Castaways sau này cũng được sử dụng cho Showboat Hotel and Casino trên Boulder Highway, bắt đầu từ năm 2001.

## Những Điểm Thú Vị

### Cổng Vào Vận May
Năm 1963, Castaways đã thêm một bản sao của ngôi đền Jain như một điểm tham quan du lịch. Ban đầu, nó được xây dựng cho Triển lãm Thế giới St. Louis năm 1904. Castaways gọi ngôi đền này là Cổng Vào Vận May. Ngôi đền này nặng 14 tấn, cao 35 feet và bao gồm một bậc cầu thang xoắn đằng lên ban công. Nó nằm phía sau tòa nhà sòng bạc, trong một khu vực được rào chắn, bên cạnh một cái giếng ước ao.
Năm 1980, Trung Tâm Jain Nam California (JCSC) biết về sự tồn tại của bản sao ngôi đền và việc sử dụng nó như một điểm tham quan du lịch, nhưng JCSC không đồng tình: "Chúng tôi tin rằng việc trưng bày ngôi đền theo cách này là một sự xúc phạm". JCSC yêu cầu ngôi đền được hiến tặng, nhưng Summa lại đề nghị bán nó với giá 250.000 đô la, cao hơn so với khả năng chi trả của JCSC. Năm 1987, trong lúc Castaways đóng cửa, ngôi đền đã được tháo dỡ và hiến tặng cho các thành viên thuộc tôn giáo Jain tại Las Vegas. Kể từ đó, nó đã được xây dựng lại tại JCSC.

### Giải Trí
Trong những năm đầu của khách sạn, Castaways đã có màn trình diễn của những người phụ nữ mặc đồ hóa trang thành nàng tiên cá. Năm 1964, Castaways đã giới thiệu một loạt các chương trình biểu diễn mới tại Phòng Samoa mới, bao gồm cả Bottoms Up, một vở hài nhạc. Chương trình này được sản xuất bởi Breck Wall. Một chương trình khác có tên Happy-Go-Lucky, do Lili St. Cyr và Hank Henry đóng chính. Watusi Scandals, một chương trình nhạc kịch có sự tham gia của màn nhảy Watusi, được mở cửa vào năm 1965. Bốn năm sau đó, Wall mở một chương trình khác có tên Cotton Club Revue '70. Castaways cũng đã đón chào các danh hài Redd Foxx và Pearl Williams.